# Конъюгаты
Конъюга́ты, также сцеплянки, зигнемофициевые (лат. Conjugatophyceae, или Zygnematophyceae), — класс водорослей из отдела Харофиты.

## Описание
Почти исключительно пресноводные водоросли, предпочитают воды с пониженным pH (приблизительно 4—5).
Для конъюгат характерны следующие особенности:
1. Два типа талломов: коккоидный и неветвящийся нитчатый.
2. Цитокинез идет бороздой с образованием примитивного фрагмопласта без плазмодесм.
3. Открытый митоз (как и у всех харовых) без центриолей.
4. Жгутиковых стадий нет.
5. Половой процесс — конъюгация.
6. Вегетативное размножение у нитчатых и колониальных форм осуществляется фрагментацией, у одноклеточных — делением клетки.
7. Гаплобионтный жизненный цикл.
8. Клеточная стенка трёхслойная. Наружный слой слизистый, полисахаридный. Два внутренних слоя содержат микрофибриллярную целлюлозу. В среднем слое микрофибриллы целлюлозы расположены по направлению длинной оси клетки, а во внутреннем — перпендикулярно ей.

## Классификация
На апрель 2018 года в класс включают 2 порядка:
- Desmidiales C.E.Bessey — Десмидиевые, 4 семейства и 2990 видов;
- Zygnematales C.E.Bessey — Зигнемовые[1], 2 семейства и 1213 видов.